# Friedrich Christian Wilhelm Vogel

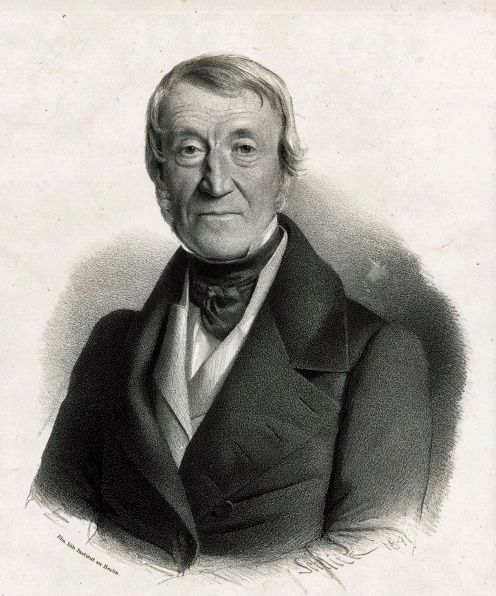
Fr. Chr. W. Vogel (1841)

Friedrich Christian Wilhelm Vogel (* 30. April 1776 in Casendorf (Oberfranken); † 28. Oktober 1842 in Leipzig) war ein deutscher Buchhändler, Verleger und Buchdrucker.

## Leben
Die buchhändlerische Ausbildung Vogels erfolgte in Nürnberg, Frankfurt am Main und München. Letztlich wurde er Mitarbeiter in der Buchhandlung und dem Verlag von Siegfried Leberecht Crusius (1738–1824) in Leipzig. Dessen Geschäft war im Vorderpaulinum am Alten Neumarkt (seit 1839 Universitätsstraße).
Als 1808 Crusius seine buchhändlerische Tätigkeit aufgab, um auf seinen 1805 ererbten Gütern Sahlis und Rüdigsdorf Landwirtschaft zu betreiben, übernahm Vogel Verlag und Buchhandlung. Er baute den vor allem pädagogisch geprägten Verlag in lexikalische und philosophische Richtung aus. Er kaufte auch die Dieterichsche Buchhandlung in Göttingen. Zu seinen Autoren pflegte er enge Beziehungen, wie die zahlreiche überlieferte Korrespondenz belegt.
Bereits 1811 gliederte er aus Betriebsübernahmen dem Verlag eine eigene Druckerei an. Er druckte für den eigenen sowie Fremdverlage, wobei auch Werke in arabischen, syrischen, äthiopischen, phönizischen, Sanskrit-, Hieroglyphen- und koptischen, Schriften vertreten waren.
Ab 1816 befand sich das Verlagsgebäude in der Neuen Johannisgasse (später Poststraße), einer nicht mehr existierenden Verbindung zwischen dem heutigen Augustusplatz und der Querstraße.
1835 holte Vogel seinen Sohn Friedrich Theodor Wilhelm Vogel in den Betrieb, den er diesem am 31. Dezember 1836 krankheitshalber übergab. Dieser leitete ihn bis 1862, in den letzten Jahren von Göttingen aus, und ließ die Druckerei und das Sortimentgeschäft eingehen. Das Verlagsgeschäft übernahm 1862 Carl Lampe-Vischer (1836–1907), ein Enkel von Friedrich Christian Wilhelm Vogel.

## Von Vogel verlegte Werke (Auswahl)

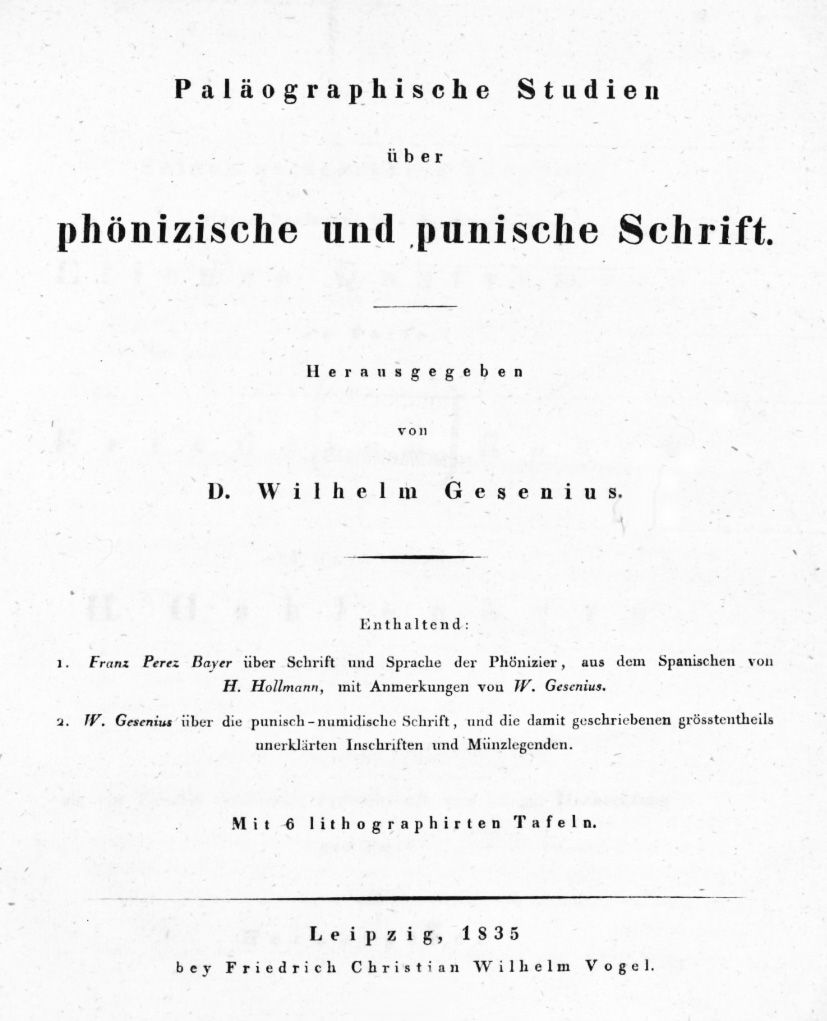
Verlagsbeispiel

- Wilhelm Gesenius: Neues Hebräisch-deutsches Handwörterbuch über das Alte Testament mit Einschluß des biblischen Chaldaismus. 1812, (19. Auflage 1915 als PDF)
- Wilhelm Martin Leberecht de Wette: Lehrbuch der hebräisch-jüdischen Archäologie. 1814
- Georg Benedikt Winer: Grammatik des neutestamentlichen Sprachidioms als einzig sichere Grundlage der neutestamentlichen Exegese. 1822 (Digitalisat)
- August Koberstein: Grundriß der Geschichte der deutschen National-Litteratur. 1827, (4. Auflage 1847 als PDF)
- Johann Eduard Erdmann: Versuch einer wissenschaftlichen Darstellung der Geschichte der neuern Philosophie. 7 Bände 1834–1853